# Chiesa dell'Addolorata (Gioiosa Ionica)
La Chiesa dell'Addolorata è un edificio religioso situato a Gioiosa Ionica, in Calabria. Dedicata a Maria Santissima Addolorata, la chiesa è uno dei luoghi di culto più rappresentativi della città e riveste un importante ruolo nelle celebrazioni religiose locali.

## Storia
La chiesa venne edificata nel XVIII secolo per volontà della confraternita omonima e della comunità di Gioiosa Ionica, profondamente devota alla Vergine Addolorata. Nei secoli è stata oggetto di vari interventi di restauro e abbellimento, specialmente dopo i terremoti che hanno interessato la zona.

## Architettura

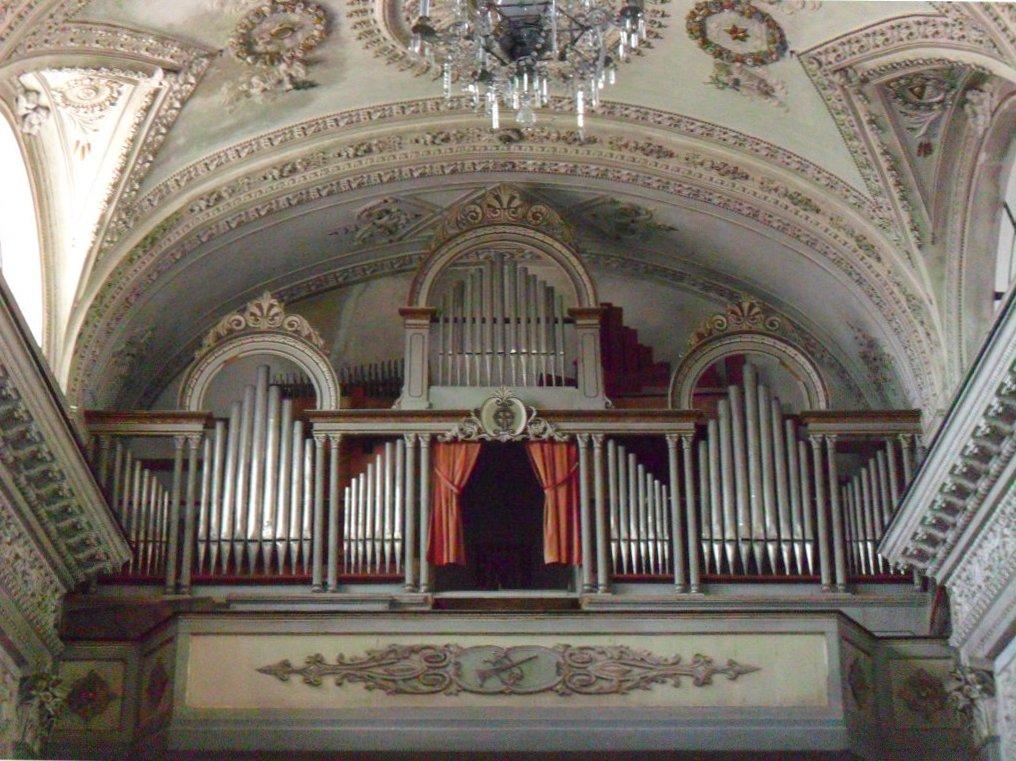
Chiesa dell'Addolorata Organo a canne

Artistico oratorio (uno dei più belli e ricchi della diocesi), di puro stile neoclassico, fondato nel 1881 e aperto al culto il 31 dicembre 1889. Esterno di architettura neoclassica, con sagomature a modanazione curvilinea e spezzata. Interno ad unica navata, con pianta a croce greca. Pronao neoclassico, decorato dall'artista locale Luigi Hyeraci. Abside (autentico gioiello) e navata artisticamente decorate, a stucchi ed oro, dal valente decoratore Francesco Gangemi, da Seminara; transetto sormontato da cupoletta, con affreschi di scarso valore artistico; bell'altare maggiore, in marmi policromi, con tabernacolo e fastigio pure marmorei (altare privilegiato con bolla pontificia del 15 dicembre 1918). Artistica cappella dell'Addolorata (pure opera dell'artiere municipale Luigi Hyeraci), con bellissimo gruppo raffigurante La Pietà, superba opera lignea ottocentesca (a.1862) scolpita a tutto tondo e a tutte figure dell'artista grotterese Giuseppe Cavaleri; ricco ostensorio, in oro e argento, finemente decorato, pregevolissima opera d'arte di toreutica dello scultore polistenese Francesco Jerace (a. 1932); monumentale organo a 22 registri e 1400 canne. Nella canonica, San Michele Arcangelo, pregevole dipinto cinquecentesco, su tela, opera di autore ignoto, proveniente dal distrutto convento basiliano dell'Annunziata (dono del marchese Massimo Pellicano). La chiesa conserva inoltre le statue del Sacro Cuore di Gesù, Sant'Espedito di Melitene, i Santi Medici Cosma e Damiano, San Francesco da Paola e Santa Lucia (quest'ultime sono opere di Rocco Bruno Murizzi).
L'edificio presenta uno stile tipicamente barocco, con una facciata semplice ma elegante, caratterizzata da un portale in pietra scolpita e una nicchia che ospita la statua della Vergine Addolorata. L’interno è a navata unica, decorato con stucchi e affreschi, e custodisce pregevoli opere d’arte sacra, tra cui la statua lignea dell’Addolorata, portata in processione durante la Settimana Santa.

## Devozione e tradizioni
La Chiesa dell'Addolorata è il fulcro delle celebrazioni della Settimana Santa a Gioiosa Ionica, con la tradizionale processione del Venerdì Santo che vede la partecipazione di numerosi fedeli e visitatori. La confraternita dell'Addolorata svolge un ruolo attivo nell’organizzazione delle attività liturgiche e caritative legate alla chiesa.